# Hanstedt (powiat Harburg)
Hanstedt – miejscowość i gmina położona w niemieckim kraju związkowym Dolna Saksonia, w powiecie Harburg, siedziba administracji gminy zbiorowej (niem. Samtgemeinde) Hanstedt.
Po raz pierwszy miejscowość Hanstedt była wzmiankowana 1 sierpnia 1305 w księdze kolegiaty w Ramelsloh.

## Położenie geograficzne
Hanstedt leży na krańcach Pustaci Lüneburskiej. Przez środek miejscowości płynie rzeczka Schmale Aue, która charakteryzuje całą gminę zbiorową. W pobliżu Hanstedt znajduje się wzniesienie Hanstedter Berge o wys. 126 m n.p.m., na którym jest punkt widokowy z widokiem na odległy ok. 30 km na północ Hamburg podczas dobrej widoczności.

## Dzielnice gminy
W skład gminy Hanstedt wchodzą następujące dzielnice: Hanstedt, Nindorf, Ollsen, Quarrendorf i Schierhorn.